# 태풍 위니 (1997년)
태풍 위니(태풍 번호: 9713, JTWC 지정 번호: 14W, 국제명: WINNIE, 필리핀 기상청 지정 이름: Ibiang)는 1997년에 북서태평양에서 발생한 13번째 태풍이다.

## 태풍의 진로

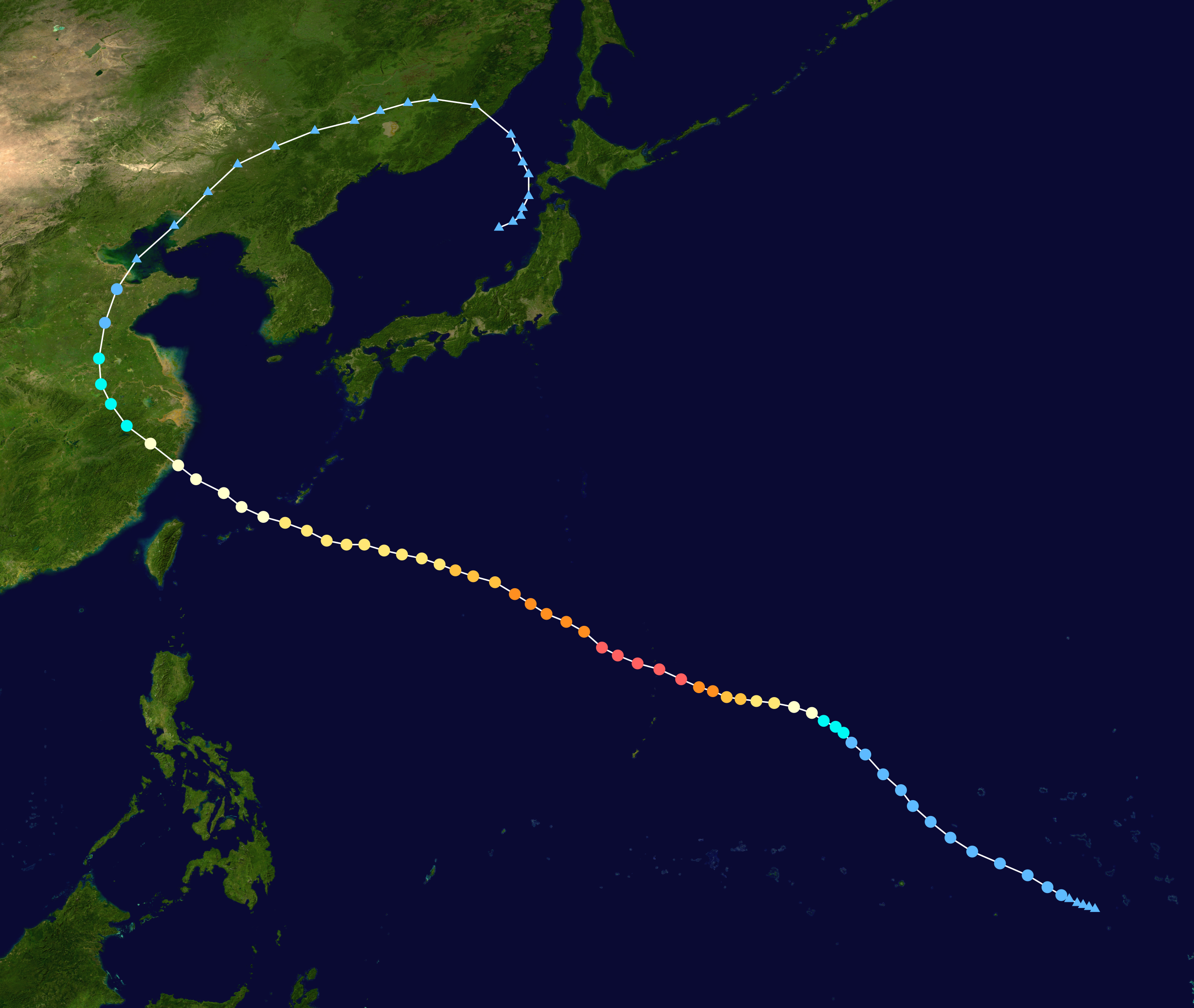
태풍 위니의 경로

1997년 8월 5일 마셜 제도에서 열대저기압으로 발생하여 느리게 북서진하다가 8월 9일에 열대폭풍(TS)으로 발달하면서 태풍 위니가 되었다. 8월 10일에 태풍 위니는 태풍(TY)으로 발달하였고, 이틀 후에 5등급 슈퍼태풍으로 발달하면서 1997년 발생한 태풍 중에 4번째로 슈퍼태풍 등급에 도달한 태풍으로 기록되었다. 태풍 위니가 최성기를 맞이하였을 때 태풍의 눈의 지름이 약 322 km (200 mi)에 이르렀다. 8월 18일 태풍 위니는 대만과 중국 동부 지역에 영향을 주었고, 그 결과 대만에 폭우가 내려 64명이 사망하였다. 그 후 태풍 위니는 편서풍의 영향으로 진행 방향이 북동쪽으로 바뀌었고, 내륙으로 진입하면서 점차 약화되었다.

## 관련 통계
태풍 위니는 가장 큰 태풍 중 하나로 기록되었다.
| 순위 | 태풍번호 | 태풍이름 | 최대크기 (강풍역 직경) |
| ---- | -------- | -------- | ---------------------- |
| 1위  | 9713     | WINNIE   | 2350 km                |
| 2위  | 9012     | YANCY    | 2200 km                |
| 2위  | 8713     | FREDA    | 2200 km                |
| 2위  | 9725     | KEITH    | 2200 km                |
| 2위  | 1721     | LAN      | 2200 km                |
| 6위  | 9513     | OSCAR    | 2150 km                |
| 7위  | 9023     | KYLE     | 2050 km                |
| 7위  | 8610     | SARAH    | 2050 km                |
| 7위  | 9609     | HERB     | 2050 km                |
| 10위 | 0104     | UTOR     | 1950 km                |
| 10위 | 8124     | GAY      | 1950 km                |
| 12위 | 0111     | PABUK    | 1900 km                |

| 순위 | 태풍번호                                     | 태풍이름                                         | 최대크기 (폭풍역 직경) |
| ---- | -------------------------------------------- | ------------------------------------------------ | ---------------------- |
| 1위  | 8928 8422                                    | FORREST VANESSA                                  | 930 km                 |
| 3위  | 9713 8720 8305 8124                          | WINNIE LYNN ABBY GAY                             | 830 km                 |
| 7위  | 8018                                         | VERNON                                           | 790 km                 |
| 8위  | 9810 9119                                    | ZEB MIREILLE                                     | 780 km                 |
| 10위 | 9624 8925 8520 8505 8410 8223 8210 8209 7920 | DALE COLLEEN BRENDA HOLLY HAL OWEN BESS ANDY TIP | 740 km                 |

## 같이 보기
- 태풍 사우델로르 (2015년)